# Landżarr
Landżarr – wieś w Armenii, w prowincji Ararat. W 2011 roku liczyła 204 mieszkańców.